# Digimon Story: Cyber Sleuth
Digimon Story: Cyber Sleuth (デジモンストーリー サイバースルゥース?, Dejimon Sutōrī Saibā Surwūsu) è un videogioco del 2015 sviluppato da Media.Vision per PlayStation Vita e PlayStation 4 e distribuito da Bandai Namco Entertainment basato sulla serie Digimon. Uscito inizialmente solo in Giappone, nel febbraio 2016, il gioco è stato localizzato in lingua inglese e distribuito anche in Nord America e in Europa, implementando inoltre la funzione di Cross-Save. A metà ottobre 2019 è stato distribuito per Nintendo Switch e Microsoft Windows con il titolo Digimon Story Cyber Sleuth: Complete Edition.

## Trama
Il giocatore assumerà il ruolo del protagonista maschile Takumi Aiba (相羽 タクミ?, Aiba Takumi) o di quello femminile Ami Aiba (相羽 アミ?, Aiba Ami). Insieme ad altri due ragazzi, Nokia Shiramine e Arata Sanada, riceve da un misterioso sconosciuto l'applicazione "Digimon Capture" che gli permette di catturare e di poter diventare amico dei Digimon, creature che abitano una versione futuristica di internet chiamata EDEN a cui gli utenti possono accedere fisicamente. Dopo essere giunti nel livello più recondito di EDEN, vengono attaccati da una creatura conosciuta come "Eater" che rende il corpo del protagonista semi-digitalizzato, il che gli permette di poter viaggiare liberamente, attraverso apparecchi elettronici, tra il mondo reale e quello virtuale. Viene immediatamente raggiunto da una donna di nome Kyoko Kuremi, a capo dell'Agenzia d'Investigazione Kuremi, che lo ingaggia come detective digitale.

## Sviluppo
Digimon Story: Cyber Sleuth è stato annunciato per la prima volta su PlayStation Vita nel numero di dicembre 2013 della rivista V Jump, comunicando che sarebbe passato più di un anno prima della sua uscita. Un primo trailer è stato mostrato prima della fine del mese sul sito ufficiale, e nel numero di settembre 2014 viene annunciata una finestra di lancio nella primavera 2015. Il gioco è stato sviluppato da Media.Vision, con il character design di Suzuhito Yasuda, conosciuto per il suo contributo per Shin Megami Tensei: Devil Survivor e Durarara!!.
Nel giugno 2015, Amazon Canada aggiunse al catalogo una versione americana di Digimon Story: Cyber Sleuth sotto il titolo di Digimon World: Cyber Sleuth per PlayStation 4, lasciando intuire una pubblicazione fuori dal Giappone. Bandai Namco confermò questa indiscrezione, annunciando che una versione in lingua inglese sarebbe stata pubblicata in Nord America ed Europa nel 2016 in copia fisica per PlayStation 4 e digitale per PlayStation Vita. Il trailer inglese fu mostrato all'edizione del 2015 del Tokyo Game Show, mentre la data di uscita ufficiale, in Nord America il 2 febbraio e in Europa il 5 dello stesso mese, è stata annunciata solo il mese successivo. Attraverso un video pubblicato il 29 gennaio 2016, il produttore Kazumasa Habu annunciò che la scelta di localizzare il gioco è stata presa dopo aver visto numerosi sostenitori aderire alla petizione di localizzazione.
Come bonus, sono stati annunciati come DLC due Digimon esclusivi per la versione occidentale, oggetti utili nel gioco, tre Agumon con i vestiti del protagonista, sia maschile che femminile, e di Tai Kamiya.

## Accoglienza
Raffaele Staccini di Multiplayer.it classificò Digimon Story: Cyber Sleuth come il miglior gioco della serie.